# Tour de Limburgo (Holanda)

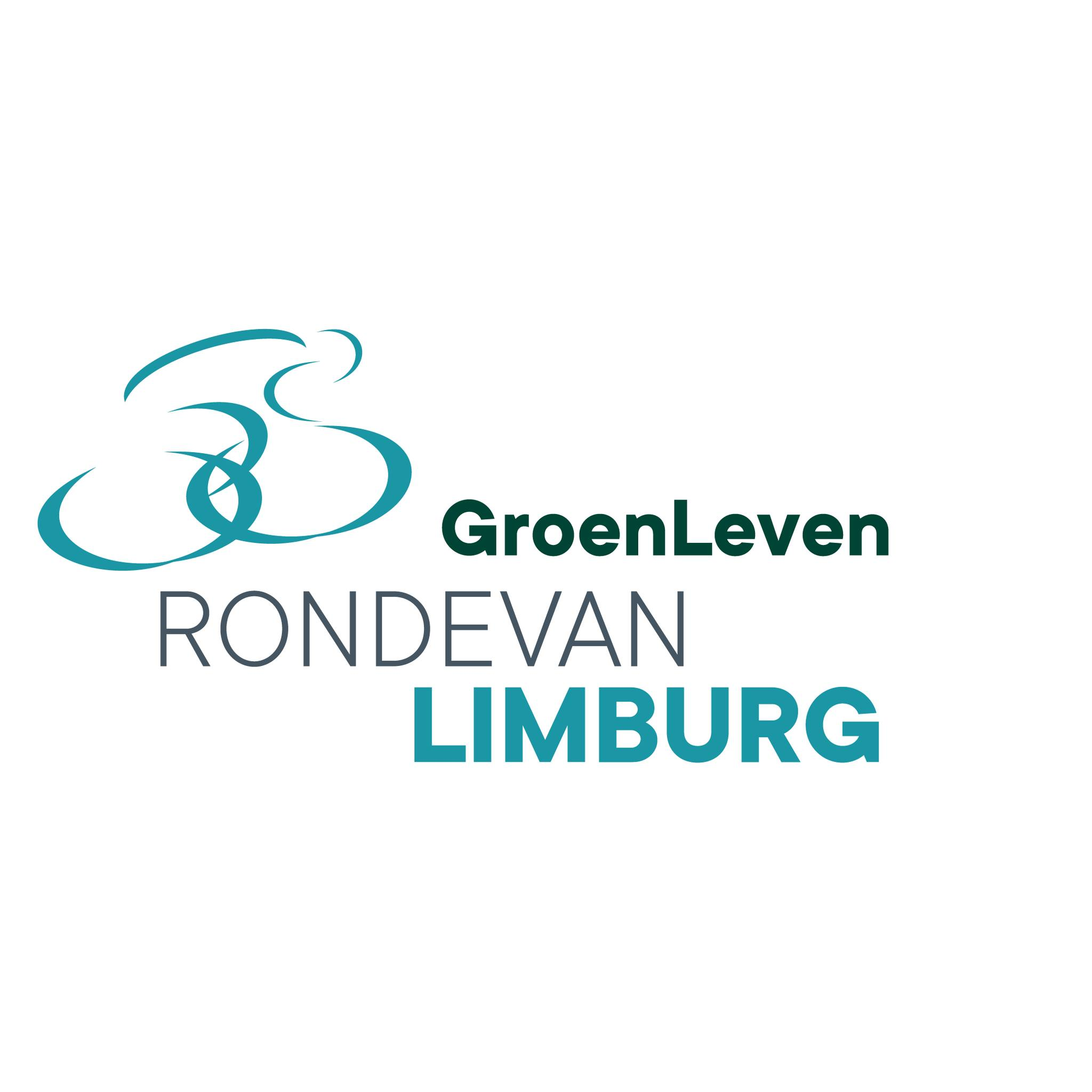
Logo Tour de Limburgo.

El Tour de Limburgo fue una carrera ciclista amateur de un día holandesa. 
Fue creada en 1948 y se disputaba en Limburgo. 

## Palmarés
| Año       | Ganador              | Segundo                 | Tercero              |
| --------- | -------------------- | ----------------------- | -------------------- |
| 1948      | Evert Grift          | Jef Van Driel           | Theo Blankenauw      |
| 1949      | No se disputó        | No se disputó           | No se disputó        |
| 1950      | Wim Dielissen        | Hans Dekkers            | Jan Nolten           |
| 1951      | Fons Jacobs          | Ab Donker               | Jaak van Dijk        |
| 1952      | Hein Gelissen        | Adri Voorting           | Jules Maenen         |
| 1953      | Frans Mahn           | Hein Smeets             | Piet van de Brekel   |
| 1954      | Martin van den Borgh | Nicolas Lapage          | Daan de Groot        |
| 1955      | Michel Stolker       | Jef Lahaye              | Piet van de Brekel   |
| 1956      | Gerard Vergooszen    | Leo Steevens            | Martin van den Borgh |
| 1957      | Wim Gramser          | Rene Lotz               | Joop Captein         |
| 1958      | Piet Rentmeester     | Valere Paulissen        | Rene Lotz            |
| 1959      | Rolf Wolfshohl       | Jean Hermans            | Leo Knops            |
| 1960      | Lex van Kreuningen   | Kees de Jongh           | Piet van Hees        |
| 1961      | Jan Janssen          | Leo Knops               | Henk Nijdam          |
| 1962      | Gerben Karstens      | Cees Haast              | Jan Schroeder        |
| 1963      | Leo van Dongen       | Henk de Jong            | Jean Bastin          |
| 1964      | Jan Tummers          | Cees Brugel             | Jan Doek             |
| 1965      | Evert Dolman         | Andre van Middelkoop    | Jan van der Horst    |
| 1966      | Harry Steevens       | Eddy Beugels            | Rini Wagtmans        |
| 1967      | Henk Nieuwkamp       | Piet Tesselaar          | Piet de Wit          |
| 1968      | Jan Krekels          | Leen Poortvliet         | Joop Zoetemelk       |
| 1969      | Chris Pepels         | Frits Slueper           | Jan Spetgens         |
| 1970      | Fedor den Hertog     | Wim Bravenboer          | Antoon Brouns        |
| 1971      | Henk Poppe           | Arie Hassink            | Cees Priem           |
| 1972      | Piet van Katwijk     | Jo van Pol              | Jan Spetgens         |
| 1973      | Mathieu Dohmen       | Huub Geilenkirchen      | Jan Breur            |
| 1974      | Mathieu Dohmen       | Jo van Pol              | Bennie Ceulen        |
| 1975      | Henk Lubberding      | Frits Schur             | Ton ter Harmsel      |
| 1976      | Piet van Kollenburg  | Joop Ribbers            | Piet van Leeuwen     |
| 1977      | Leo van Vliet        | Henk Mutsaars           | Johan van der Velde  |
| 1978      | Toon van der Steen   | Jacques van Meer        | Jacques Verbrugge    |
| 1979      | Jacques van Meer     | Henk Mutsaars           | Adri van der Poel    |
| 1980      | Peter Damen          | Henk Havik              | Jan Harings          |
| 1981      | Jos Hannen           | Hans Koot               | Anton van der Steen  |
| 1982      | Johan Lammerts       | Teun van Vliet          | Anton van der Steen  |
| 1983      | Gert Jakobs          | Peter Hofland           | Anton van der Steen  |
| 1984      | Han Vaanhold         | Erik Breukink           | Herman Winkel        |
| 1985      | René Beuker          | Marc van Orsouw         | Peter Harings        |
| 1986      | Stephan Räkers       | John Talen              | Rob Kleinsman        |
| 1987      | Arjan Jagt           | Willem-Jan van Loenhout | Joost van Adrichem   |
| 1988      | Louis de Koning      | Zdzislaw Wrona          | Rinus Ansems         |
| 1989      | Richard Luppes       | Raymond Meijs           | Eddy Bouwmans        |
| 1990      | Erik Knuvers         | Menno Vink              | Richard Groenendaal  |
| 1991      | Rinus Ansems         | Erwin Kistemaker        | Godert de Leeuw      |
| 1992      | Marcel van de Vliet  | Viatcheslav Kovaliovas  | Bart Voskamp         |
| 1993      | Kestitus Stakenas    | Max van Heeswijk        | Roger Vaessen        |
| 1994      | Raymond Thebes       | Marc Lotz               | Rik Reinerink        |
| 1995      | Niels van de Steen   | Lucien de Louw          | Louis de Koning      |
| 1996      | Louis de Koning      | Marc Lotz               | Niels Barsingerhorn  |
| 1997      | John van den Akker   | Erwin Thijs             | Johan Bruinsma       |
| 1998      | Matthé Pronk         | Andreas Kappes          | Thorwald Veneberg    |
| 1999      | Michael Schlickau    | Ralf Grabsch            | Wim van de Meulenhof |
| 2000      | Erwin Thijs          | Berry Hoedemakers       | Cees Jeurissen       |
| 2001      | Cees Jeurissen       | Danny Stam              | Marco Engels         |
| 2002      | David Orvalho        | Alexei Shchebelin       | Mathieu Heijboer     |
| 2003      | No se disputó        | No se disputó           | No se disputó        |
| 2004      | Sebastian Langeveld  |                         |                      |
| 2005      | Thom van Dulmen      | Tom Stamsnijder         | Dmitry Kozonchuk     |
| 2006      | Joost van Leijen     | Thomas Berkhout         | Albert Timmer        |
| 2007      | Wim Botman           | Hans Bloks              | Klaas van Hage       |
| 2008      | Johnny Hoogerland    | Hans Bloks              | Jeroen Boelen        |
| 2009      | Thijs Al             | Bert-Jan Lindeman       | Lars Vierbergen      |
| 2010      | Maarten de Jonge     | Bjoern Glasner          | Bart van Haaren      |
| 2011      | Ramon Sinkeldam      | Jelmer Asjes            | Daan Olivier         |
| 2012      | Bart van Haaren      | Huub Duyn               | Jasper Hamelink      |
| 2013      | No se disputó        | No se disputó           | No se disputó        |
| 2014      | Peter Schulting      | Derk Abel Beckeringh    | Bart van Haaren      |
| 2015      | Jochem Hoekstra      | Stefan Poutsma          | Sjoerd Kouwenhoven   |
| 2016      | Martijn Budding      | Gert-Jan Bosman         | Jetse Bol            |
| 2017      | Jarno Gmelich        | Arvid de Kleijn         | Tijmen Eising        |
| 2018      | Rick Ottema          | Kelvin van den Dool     | Piotr Havik          |
| 2019      | Brecht Stas          | Jaron Wydooghe          | Sjors Dekker         |
| 2020-2021 | No se disputó        | No se disputó           | No se disputó        |
| 2022      | Jaap Roelen          | Coen Vermeltfoort       | Jelle Vermoote       |
| 2023      | No se disputó        | No se disputó           | No se disputó        |
| 2024      | Jarno Widar          | Viktor Soenens          | Leander Van Hautegem |

## Palmarés por países
| País         | Victorias |
| ------------ | --------- |
| Países Bajos | 65        |
| Bélgica      | 3         |
| Alemania     | 2         |
| Lituania     | 1         |